# День этнографа
День этнографа (отмечается 17 июля) — профессиональный праздник представителей различных этнографических школ.
Введен в честь дня рождения этнографа и путешественника Николая Николаевича Миклухо-Маклая.

## История празднования
По свидетельствам очевидцев, впервые День этнографа начал отмечаться по инициативе первого заведующего кафедрой этнографии и антропологии исторического факультета СПбГУ Р. Ф. Итса.
Таким образом, праздник активно отмечается с 70-80-х XX века.
Поскольку середина июля является традиционным временем для проведения этнографических практик, праздник, приходившийся на середину экспедиции, быстро завоевал себе популярность. Число отмечающих его специалистов растёт с каждым годом.

## Традиции празднования
К настоящему времени какой-либо унифицированной традиции празднования Дня этнографа не сложилось. В каждом учреждении, а порой и в каждом экспедиционном отряде существуют свои неписаные правила, по которым справляется этот праздник.
В качестве общих атрибутов праздника можно назвать: торжественное застолье с непременным произнесением тостов в честь  Миклухо-Маклая и Рудольфа Итса.
Помимо этого, в День этнографа обыкновенно проходят своё «посвящение» неофиты — люди, впервые участвующие в этнографической экспедиции.